# 무기여 잘 있거라 (1957년 영화)
《무기여 잘 있거라》(영어: A Farewell to Arms)는 미국에서 제작된 존 휴스턴 감독의 1957년 드라마, 멜로/로맨스, 전쟁 영화이다. 어니스트 헤밍웨이의 동명의 소설을 바탕으로 제작되었다.  록 허드슨 등이 주연으로 출연하였다.

## 줄거리
프레더릭 헨리는 제1차 세계 대전 중 이탈리아 육군의 구급차 부대에서 복무하는 미국 장교이다. 북부 이탈리아의 영국 육군 병원에서 부상에서 회복하는 동안, 그는 간호사 캐서린 바클리의 치료를 받고 두 사람은 연애 관계를 시작한다. 프레더릭의 친구인 의사는 그의 무릎이 실제보다 더 심하게 다쳤다고 군을 설득한다. 프레더릭과 캐서린은 로맨스를 계속하지만 결혼하지는 않는다.
캐서린은 자신이 임신했음을 알게 되지만, 프레더릭을 위해 병원에 술을 몰래 들여온 것을 수간호사 미스 반 캠펜이 발견하고 두 사람을 떨어뜨려 놓는다. 그녀는 프레더릭의 상관들에게 그가 부상에서 완전히 회복되어 현역 복무 준비가 되었다고 알린다. 헤어지는 동안 캐서린은 프레더릭이 자신을 버렸다고 생각한다.
카포레토 전투 이후, 프레더릭과 그의 절친한 친구인 알레산드로 리날디 소령은 사기가 저하된 채 후퇴하는 이탈리아군에 합류한다. 도중에 몇몇 사람들은 피로로 인해 죽거나 뒤처진다. 리날디의 패배주의적인 발언은 그를 군사재판에 회부되게 하고, 그는 독일 침투자로 거짓 비난을 받아 총살형에 처해진다. 프레더릭이 잘못된 경례를 하자, 판사는 그 역시 침투자라고 의심한다. 프레더릭은 강으로 뛰어들어 도망친다.
이탈리아 당국에 의해 수배된 프레더릭은 체포를 피해 캐서린을 찾아낸다. 그들은 스위스 국경의 호수에 숨기 위해 밀라노로 도피한다. 경찰에 체포될 것을 두려워한 캐서린은 프레더릭에게 노를 저어 스위스로 도피하도록 설득한다. 전쟁을 피하려는 관광객이라고 주장하며, 그들은 중립국인 스위스에 머무는 것이 허용된다. 캐서린의 임신은 진행되고 모든 것이 잘 되는 듯 보였지만, 그녀는 출산 중 어려움을 겪고 제왕 절개를 받는다. 그들의 아이는 사산되고, 캐서린은 곧이어 출혈로 사망한다. 프레더릭은 충격을 받아 떠나고 텅 빈 거리를 방황한다.

## 출연

### 주연
- 록 허드슨 - 헨리
- 제니퍼 존스 - 캐서린
- 비토리오 데 시카 - 리날디

### 조연
- 머세이디스 매케임브리지 - 캄펜
- 일레인 스트리치 - 퍼커슨
- 오스카 호몰카 - 에머리히 박사
- 빅터 프란센 - 발렌티니 대령
- 알베르토 소르디 - 갈리 신부
- 호세 니에토 - 스탬피
- 커트 카즈너 - 보넬로
- 프랑코 인테르렝기 - 아이모
- 레오폴도 트리에스테 - 파시니

## 제작진
- 원작자: 어니스트 헤밍웨이
- 원작자: 로렌스 스탤링스
- 미술: 알프레드 준지
- 의상: 베니에로 콜라산티
- 의상: 존 무어
- Ass-PD: 아서 펠로우즈
- 세트: 베니에로 콜라산티
- 세트: 존 무어

## 한국판 성우진(KBS)
- 양지운 - 헨리(록 허드슨)
- 장유진 - 캐서린(제니퍼 존스)
- 신세인 - 바시(조르쥬 브레아)
- 이완호 - 리날디(비토리오 데 시카)
- 이선영 - 캄펜(머세이디스 매케임브리지)
- 나수란 - 퍼커슨(일레인 스트리치)
- 탁원제 - 에머리히 박사(오스카 호몰카)
- 김규식 - 발렌티니 대령(빅터 프란센)
- 강연숙 - 간호사(에바 코타우스)
- 설영범 - 갈리 신부(알베르토 소르디)
- 이봉준 - 스탬피(호세 니에토)
- 유영환 - 보넬로(커트 카즈너)
- 강수진 - 아이모(프랑코 인테르렝기)
- 서광재 - 파시니(레오폴도 트리에스테)